# Archidiaceae
Archidiacea é uma família de musgos da ordem Archidiales e possui um gênero Archidium com 10 espécies. É diversamente distribuídas com exceção da Antártica. Ocorre em áreas abertas e ensolaradas.

## Morfologia
São plantas pouco adornadas, que quando velhas caem e se inovam intensamente. Sua cor característica varia entre amarelo e verde opaco, atingindo até 1 cm de altura. As folhas pericardiais são maiores do que as folhas vegetativas, porém, não possuem diferenciação. A seta costuma estar ausente. A cápsula pode ser terminal ou lateral, e tem formato quase globoso, com aproximadamente 0,3mm de comprimento, os esporos possuem 180μm. São monoicos. Possuem caliptra, sendo temporária, caindo quando a cápsula se matura. · 

## Diversidade Taxonômica
Possui um único gênero, Archidium, com 10 espécies comprovadas.

## Relações Filogenéticas
A ordem Archidiales, que engloba a família Archidiaceae, é um táxon monotípico pois possui uma única família. Esta família, por sua vez, também é um táxon monotípico pois integra um único gênero, Archidium, que possui 10 espécies confirmadas.

## Lista de espécies brasileiras
As nove espécies que ocorrem em solo brasileiro, e seus respectivos estados e domínios de ocorrência são:
Archidium amplexicaule (RS; SC / Mata Atlântica e Pampa)
Archidium clavatum (BA; PR; RS / Mata Atlântica)
Archidium donnellii (RS; SC / Mata Atlântica, Pampa)
Archidium hallii (RS; SC / Mata Atlântica; Pampa)
Archidium julicaule (BA; CE; PI; PA; PE; RN; SE; MS; MG; SP / Caatinga; Cerrado; Mata Atlântica; Pantanal)
Archidium microthecium (AL; BA / Caatinga, Mata Atlântica)
Archidium oblongifolium - Espécie endêmica do Brasil (GO/ Cerrado)
Archidium ohioense (AL; BA; CE; PA; PE; PI; RN; GO; MS; MT; RS / Caatinga, Cerrado, Mata Atlântica, Pampa; Pantanal)
Archidium tenerrimum (RS / Pampa)

## Domínios e estados de ocorrência no Brasil
Os domínios fitogeográficos em que Archidiaceae habita são: Caatinga, Cerrado, Mata Atlântica, Pampas e Pantanal.
Em geral, esta família de musgos ocorre em todas as regiões brasileiras, sendo elas listadas abaixo com os respectivos estados em que se confirmou a sua presença.
Nordeste: Alagoas, Bahia, Ceará, Paraíba, Pernambuco, Piauí, Rio Grande do Norte, Sergipe;

Centro-Oeste: Goiás, Mato Grosso do Sul, Mato Grosso;
Sudeste: Minas Gerais, São Paulo;

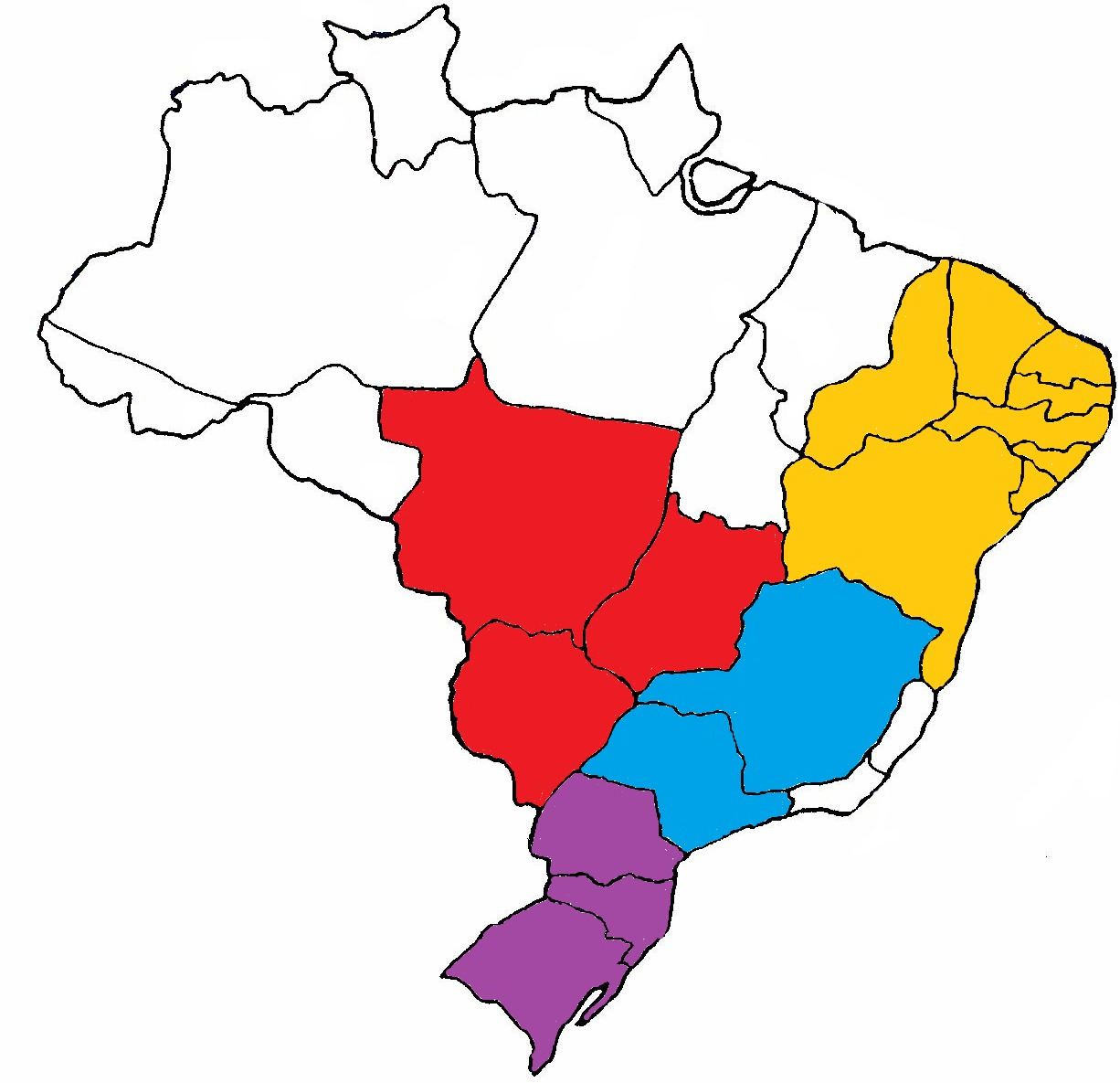
Archidiaceae distribution in the Brazilian states

Sul: Paraná, Rio Grande do Sul, Santa Catarina.